# 仰天人間バトシーラー
『仰天人間バトシーラー』（ぎょうてんにんげんバトシーラー）は、明治製菓（現・明治）から発売されたシール付きチョコレート。また、それを原作とするテレビアニメ、漫画作品。
光・闇・火・水・風・土・木・金の8つの属性の内一つを持ち、パワーアップ前と後の姿をそれぞれ持つキャラクターの存在が、本シリーズの共通した特徴である。シールには、棍棒・剣・投げ縄（それぞれグー・チョキ・パーを意味する）の三種類のマークのいずれか一つが付いており、ジャンケンの要領で遊ぶこともできる。

## あらすじ
かつて光と闇が激突した時、火・水・風・土の四属性が生まれた。火は無理矢理土に働きかけて金を産み、それに対抗するため水と土は協力して木を生み出した。そして、風は黙って何もしなかった。各属性を司る八つの国で構成される「バトシール界」を創造した創造主は平和と秩序の意思として、八つ揃えると強大な力を得られる各属性の力を持つ石・「ピースストーン」を誕生させ、一つの石板に収めた。しかし、邪なる破壊王によって石板は砕かれ、ピースストーンはそれぞれの属性を持った国々へと四散した。
それから時が流れ、八つの国を結ぶ道に消滅の兆候が見られるようになったばかりか、バトシール界全体も消滅の危機に瀕するという非常事態が発生する。光の国からピースストーンを入手・保護し、異変の原因を調査するために旅をしていたジャンヌザルクだったが、世界征服を企みピースストーンを狙うドクトル・ガイ一味によってサルの姿・ジャンヌザルにされてしまう。しかしジャンヌは旅の最中、ピースストーンの手掛かりを知っているとされる大海賊・キャプテンファッツ率いるシーホース号の面々と遭遇。ピースストーンを探していた彼らと共に冒険の旅に出る。こうして、八つの世界を又にかけての大冒険とピースストーン争奪戦が繰り広げられることとなる。
やがて、闇の権化・デビルバーチャンによって恐るべき怪物・「破滅の魔王」が復活。ガッツたちは八属性の力を司る戦士・「バトシーラー」たちと共にピースストーンの力で伝説の竜・「ドラーゴン/守護竜」を操り、より熾烈さを増した戦いに身を投じるのだった。

## 世界観、属性
本作は「バトシール界」と呼ばれる世界が舞台。この世界には光・闇・火・水・風・土・木・金の八つの国が存在し、各国ごとに違った種族が住んでいる。各国と住民である一族の特徴は、次の通り。
光の国
水晶のような輝く物質で作られた国。漫画版『キャプテンガッツの大航海』では冒頭にのみ登場。光の一族は、額に目のような模様があり、刑事地蔵のシール裏によると「第三の目」である。
闇の国
文字通り暗闇で覆われた世界。『大航海』では、ドクトル・ガイの研究所がある雷谷が登場。闇の一族は、背中に小さな赤いコウモリのような翼を持っている。シール化されたキャラクターはほぼ悪役ばかりだったが、一族全員が悪人というわけではない。
火の国
巨大な火山があり、町中の地面から炎が立ち上っている。『大航海』では、この国の市長が火のピースストーンの力で火山をコントロールしているという設定がなされた。火の一族は、額に赤い一本角が生えている。
水の国
水上都市。屋根がドーム型の建物がいくつもある。アニメでは女王が治めていた。水の一族は、額に渦巻き状の模様と後頭部に魚のヒレのようなものがあるが、ガッツやウェーブなどのように無い者もいる。
風の国
空中に浮かんでいる。『大航海』では未登場。風の一族は、頭に小さな翼が生えていて空を飛べる。
土の国
住民達は洞穴を住居としている。『大航海』では大洞窟の中に村が存在しており、地下に行くほど神聖な場所として扱われるという設定がなされた。土の一族は、遮光器土偶を思わせる眼鏡をかけているが、アニメ版に登場する一般市民のドルハルバンたちはかけていない。
木の国
広大な森の中に一本の巨大な木が立っており、住民たちはこの木の枝の上で暮らしている。『大航海』では、木の下に村があった。木の一族は、全員頭に植物の芽のような触角が二本生えている。
金の国（王国）
国中の建物が金でできており、光り輝いている。プリンス・ヤスモンの父である国王が治めていた。『大航海』では、兵士たちが平和ボケしていた。金の一族は、顔に横縞の模様がある。
グレープス星（アニメのみ）
バトシール界とは異なる惑星。住民たちは転身できるが、いずれもシールや漫画には出てこない、アニメオリジナルキャラクター。
なお光と闇、火と水、木と金がそれぞれ対立しており、土はそれらの争いを仲裁し、風は我関せずの立場を取っているという設定があったが、紹介記事のほんの初期と『大航海』の1話冒頭、及びアニメ版の最終回に語られただけで、以後は特に触れられなくなった。
また、最終ボスであるデビルバーチャンは、身体的には闇属性の特徴が見受けられたが、無属性のような扱いになっていた。他に、金の国の悪役ゼニカーネ男爵夫妻の息子アクマルは、身体的特徴は闇属性だったものの、金属性として登場している。
アニメ版でケーン格之進の師匠として登場するキンダールマ師は本来金属性であるが、転身すると火属性に変わるなど転身前と後で属性が変化するキャラクターもいる。

## 商品展開

### 第一弾
2000年に講談社の雑誌『コミックボンボン』とタイアップする形で展開スタート。
菓子「仰天人間バトシーラーチョコ」第一弾は、同じ明治製菓の「マーブルジャンボチョコ」と同型のチョコ五個に二枚重ねのシールが一枚ずつ付属するという形だった。
一枚目のシールをめくるとキャラクターが変身・変装・成長など様々な理由で姿を変え転身するという設定で、また二枚目のシールのジャンケンマークは一枚目が棍棒なら二枚目は投げ縄、といったように一枚目のそれに勝つマークになっているという法則があった。また同じキャラクターのシールでも、服の模様が違うなど、僅かな変化だが二枚目の絵柄が二種類あるというものも存在しており、これを「パラレルシール」と呼称していた。さらに、キャラクターが「ピースストーン」という重要アイテムを手にしているという絵柄のシールもあり、これを「ピースストーンゲット」シールと呼称し、いわゆるレアシールに相当。
発売に合わせて『ボンボン』で後述のコミカライズがスタートし、毎月カラーページで世界観説明などの特集記事も組まれるが、菓子展開は第一弾のみでストップしたまま、翌年を迎えた。

### 第二弾
翌2001年、テレビアニメ化が発表され、放送に先駆けて菓子第二弾が発売された。パッケージサイズは前弾と同じだが、菓子はピーナッツチョコに変更された。
シールの仕様は基本的に前弾に準じていたが、ジャンケンマークは左上から右上に移動し、また二枚目のマークは一枚目のそれに負けるように変更された。替わりに左上には「パワーゲージ」という数値が追加された。
アニメで主要キャラクターとなる面々は前弾に続いてシール化されたが、アニメに合わせてデザインが変更されている。また『ボンボン』誌上で行われたキャラクター募集コンテストの受賞作であるまもリース、デピッグなどのシール化も本弾で行われている。
パラレルシールは前弾よりバリエーションが増えており、一枚目の絵柄が違うというものもあった。前弾で登場しなかった四属性のピースストーンゲットシールも登場し通常の転身に比べて、パワーゲージの数値が十倍になっている。また前弾でピースストーンをゲットしていたキャラクターがパワーアップした姿という設定の「スーパー転身シール」も登場した。さらに「仰天人間バトシーラーポテトスナック」「同・シュースナック」も同時発売。それぞれおまけが異なっていた。前者は二枚合わせることで一枚の絵になる「合体バトカード」という2ピースパズルのようなミニカード全24種が付属。後者は物語に登場する八つの世界を描いた「大型ジオラマカード」と、それに貼ることができるいわゆる貼って剥がせるシールである「圧着式パーツ」がセットされていた。なお『ボンボン』の記事によると、こちらは当初は「ジオラマブック」という手帳型になる予定だった。
他、アニメに合わせて「メダコロバトル」という食玩ではない玩具も発売されている。

### 第三弾（未発売）
2001年夏に発売すると告知がなされたが、秋に延期すると発表し直された。『ボンボン』誌上で第三弾のシール全種類の写真が掲載され、その内十種類だけが後述のゲームソフトに特典としランダムで2枚ずつ封入された。しかし結局第三弾の菓子は発売されず、アニメともども全ての商品展開は終了してしまった。従ってこの弾のシールでリリースされたのはこの特典の十種類だけとなった。
『ボンボン』の記事によると、第一弾から登場していたキャラクターの何人かが退場することになり、その退場の経緯を描いたシールがレアシールとして予定されていた。

### その他（非売品）
『コミックボンボン』誌上で行われたキャンペーンの景品として、ジャンヌザルの模様入り腕時計、表紙にキャプテンガッツの絵が描かれているバトシーラー手帳、透明な帯の中に第一弾のシールが入っているシールベルト、アニメでジャンヌザルが持っている「バトシーラー大百科」と同デザインのシールアルバムが存在した。

## 登場人物

### メインキャラクター

#### シーホース号
キャプテンファッツ / キャプテンガッツ
声 - 伊藤健太郎
バトシーラーの主人公。普段は大食いで怠け者なふとっちょ船長「キャプテンファッツ」だが、走ったり、汗をかいたり、酷いときには火にあぶられたりとやせる行為を行うと、一転して頼れる美形ヒーロー「キャプテンガッツ」に転身する。キャプテンガッツの時はその容姿と武勇に惹かれる女性も多い。元々はガッツの姿だったが、鬼影に敗れた際に妹・エレーナが行方不明になり、その悲しみからやけ食いしてファッツになった。妹とは後に再会を果たしたが、当初は妹が記憶喪失になっていたこともあり、お互いを認識できなかった。本編で言及されたことは無いが、スタッフによると年齢は20代らしい。「スーパーフェニックス」という鳥を連れているが、普段は太った鳥の着ぐるみを着て「キブトリ」と称している。全ての戦いが終わった後、シーホース号にはそれまでの倍以上に太って食事を楽しむファッツの姿があった。身長はファッツ時が182cm、ガッツ時が195cm。体重はファッツ時が200kg、ガッツ時が98kg。
『大航海』では、金の国での事件がきっかけとなって序盤の頃から積極的にダイエットし、ガッツの姿でいることの方が多かった（ダイエット剤などの外的要因で転身した際を除き、服装などはファッツのまま）。逆に漫画『ガッツとオルカの冒険伝説』では、ファッツの姿が本来の姿でキャプテンガッツの姿はピースストーンの力によるものという設定である。
また全キャラクター中唯一、自分の属性（水）以外のピースストーンでのスーパー転身が可能であり、本編で見せた転身パターンは、以下の通り。
- スーパーガッツアクア（水のピースストーン）
- スーパーガッツメタル（金のピースストーン）
- スーパーガッツオーク（木のピースストーン）
- スーパーガッツエアロ（風のピースストーン）
- スーパーガッツフレイム（火のピースストーン）
- スーパーガッツアース（土のピースストーン）
- スーパーガッツシャドウ（闇のピースストーン）
- スーパーガッツセイント（光のピースストーン）

これらスーパー転身中に食べ物のことを考えると、転身に失敗して「スーパーファッツ」となってしまう。
シールでは第一弾から登場、ピースストーンゲットシール（水）のキャラクターでもあった。当時の設定では、「レディメイドが持つダイエット剤を注射されることで三分間だけガッツに転身する」となっていたが、マンガ二作とアニメの全てを見てもその設定通りに転身したのは『大航海』のみ（二回）である。必殺技は「ガッツ・トルネード」「ウェーブトリニティ」「ホエールスプラッシュ」などで、スーパー転身後は各属性毎に異なる「○○ストーム・スーパー」や、スーパーガッツアクア時の「タイダル・ハープーン」などがある。
第二弾ではスーパーガッツアクア・アース・スーパーファッツがラインナップ。三弾ではエアロとメタルがラインナップされ、ゲーム特典となっている。
ジャンヌザル / ジャンヌザルク
声 - 鶴野恭子
準主人公で物語の進行役。光の戦士で、年齢は14歳。ガッツ同様、本編では年齢に言及されていない。ガイの呪いでサルの姿に変えられているが、清らかな水や涙に触れることで本来の姿「ジャンヌザルク」に転身する。光のバトシーラーでもあり、「光のピースストーン」で「スーパージャンヌザルク」にスーパー転身する。その際の必殺技は「シャイニングソード・スーパー」。なお、アニメ版では彼女はガッツとファッツが同一人物であることに気づいておらず、ファッツにはいつも怒鳴り散らしているが、ガッツに対してはどこからともなく現れる正義の味方として淡い恋心を寄せていた。全ての戦いが終わった後にようやくファッツがガッツであることに薄々感づき始めたが、理性で否定したために結局最後まで気付くことはなかった。また、「ウッキー!」が口癖。終盤にて、ガイが改心した証として呪いを解かれたが、その後しばらくは怒るとサルの姿に一瞬戻ってしまうという後遺症があった。ジャンヌザルクの姿でも尻尾が生えているが、第1話の回想シーンにあるようにこれは彼女がサルの姿にされる前からあった。一時期予言者ガイの力で、トラの姿「ジャンヌガルー」になっていたこともある。漫画版『大航海』では、序盤で一時ザルクに戻った以外はずっとサルの姿だった。『冒険伝説』では中盤にてガイの猿化銃（さるかじゅう）によって一時的にサルにされただけで、すぐに元に戻っている。また、『冒険伝説』では尻尾は生えていない。身長はジャンヌザル時が30cm、ザルク時が164cm。体重はジャンヌザル時が2.8kg、ザルク時が38kg。
『ボンボン』の記事によると「由緒正しいザルク家の若き当主。ファンシーな小物に目が無い」。
シールでは第一弾から登場。転身方法は「ゴルゴネスの持つ解毒剤を使うこと」とされていた。二弾ではピースストーンゲットシール（光）のキャラクターとなっていた。三弾でスーパー転身版が登場予定だった。
オルカ
漫画『仰天人間バトシーラー 〜ガッツとオルカの冒険伝説〜』の主人公で、15歳の少年。キャプテンガッツに憧れており、いつかガッツと共に海に出ることを夢見ていた。ゲーム版にも登場している。実は闇の世界の初代国王バトシールの生まれ変わりである。
つちわらし / つちんこ声 - 渡辺久美子
土の国の男の子。『大航海』・『ガッツとオルカの冒険伝説』では終盤しか現れず、ごくわずかな出番となっていたが、アニメでは実質的な主人公であり、基本的に物語は彼の視点から語られ、ナレーションも彼が担当している。ファッツであることも含めてガッツに憧れており、ガッツが違う属性にスーパー転身するたびに感激していた。いつもハート型のサングラスをかけているが、素顔は可愛らしい。天真爛漫を絵に描いたような性格で、誰とでもすぐに仲良くなる。基本的に穏やかな性格だが、年相応のやんちゃさもある。また、同じように年齢の近い「やまび娘（やまびこ） / やま巫女（やまみこ）（声 - 田口宏子）」のことを意識している模様。当初は自分だけ転身できないことにコンプレックスを感じていたが、4話で遮光器土偶のような「つちんこ」への転身を成功させる。チョコレートが好物で、筒状の容器に入れて携帯しており、お近づきの印として他人に与えることも。土のバトシーラーであり、「土のピースストーン」で「スーパーつちんこ」にスーパー転身できるようになる。数人の仲間たちと共に後半で一度ファッツたちとはぐれ、他の仲間たちが順にファッツたちと合流していく中、最後に再会する。その時には、精神的にも一回り大きく成長していた。最終決戦ではガッツにピースストーンを届け、彼の勝利に貢献する。身長はつちわらし時が122cm、スーパーつちんこ時が164cm。体重はつちわらし時が28kg、スーパーつちんこ時が240kg（通常のつちんこ時のデータは未掲載）。
ペットとして「ツチノコ」（通称「ツッチー（声 - 大本眞基子）」）をつれており、つちわらし転身時には彼も石化、スーパー転身時にはつちわらしと融合して鎧になる。
シールでは第二弾で登場。ピースストーンゲットシール（土）のキャラクターでもあった。ジャンヌ同様三弾でスーパー転身版が登場予定だった。
苦悩騎士＝ウェーブナイト（くのうきし - ） / 能天騎士＝ウェーブライト（のうてんきし - ）
声 - 星野充昭
ガッツの古くからの戦友で、いつも苦悩している漆黒の鎧を纏った騎士。手にした槍には実はビーム砲が仕込まれている。「シャークライダー」というサメ型マシンを持っている。苦悩が頂点に達すると開き直って「能天騎士＝ウェーブライト」に転身し、お気楽・脳天気な性格になる。この状態では負け知らずであり、破滅の魔王さえも音痴な歌の破壊力で怯ませる等、無敵。シールでの設定は「レディメイドのボディガード」。漫画版とゲーム版ではレディメイドに想いを寄せている。『大航海』では最終回のラストシーン1コマを除き、転身する事は無かった。『冒険伝説』では普段は鎧を取った姿でいる。身長はナイト時が190cm、ライト時が192cm。体重はナイト時が85kg、ライト時が95kg。
シールでは一、二弾と続けてラインナップされ、三弾でタタリとしてラインナップ。ゲーム特典となっている。
ウェーブナイト・タタリ / ウェーブライト・タタリ
ウェーブナイトがガイの呪いを受けた「タタリガメ」に噛まれて変身した。心も悪に染まり、ガイ一行として行動するようになる。この姿の時に敗れると弾き語りを披露する「ウェーブライト・タタリ」に転身するが、「ライト」という名前に反して暗い。終盤において、サスライオン/オハライオン（声 - 辻つとむ）の力で元の姿に戻った。ただし、タタリの時の記憶は覚えていない模様。
レディメイド
声 - 柚木涼香
ファッツの古くからの仲間であり、一行のマドンナ的存在のその名の通りメイド服を着た人魚。普段は下半身が人魚の尾と鰭の姿だが、転身すると普通の足になり、戦闘などもこなす（『冒険伝説』では普段から普通の脚）。天然ボケと大きな眼鏡がチャームポイントでかなりの巨乳。本編において、自力での転身パターンはガイに次いで多い。シール裏面および漫画版『大航海』では常に敬語でしっかりした性格だが、アニメ版ではかなり砕けた性格であり、ハンドルのある乗り物の運転時にはハイテンションになる。第39話ではレディクイーンの姿でも登場している。
本編で見せた転身パターンは、以下の通り。
- レディファイター（戦士）
- レディナース（看護婦）
- レディクンフー（格闘家）
- レディクイーン（レースクイーン）
- レディシェリフ（保安官）
- レディポンポコ（タヌキの着ぐるみ）

シールでは第一弾から登場。過激で仕切り屋な性格をしたメイクアップアーティストの「オーバーメイド」に転身するが、この姿は『大航海』に一度出たのみで（ウェーブナイトはその姿を見てショックを受けていた）、アニメには未登場。第二弾ではナース・クンフー・ファイターがラインナップ。三弾ではシェリフ・ポンポコ・クイーンがラインナップされ、ゲーム特典となっており、後者二つは漫画版の単行本の白黒ページに載っている。身長が168cm。体重が48kg。
ミニマンダー / カラマンダー
声 - 矢薙直樹
シーホース号のコック。コック帽を被った黄色い恐竜で、転身すると「カラマンダー」となる。なお、カラマンダーはシールでは腕が4本あるが、アニメでは2本である。シールでは第一弾にしか登場していないが、アニメではレギュラーになっている珍しいキャラクター。『大航海』では自身の経営する店がガッツたちの起こした騒動が原因で壊れてしまい、ガッツたちと共にオサバキングの用意したシーホース号に同乗することになる。
ホットセイ
声 - 町井美紀
オットセイのような姿をしたレディメイドのペット。それぞれトドのような姿をした「グレートドン」・「フライトドン」・「ズドトドン」に転身できる。アニメでは喋ることが可能（語尾に「～キュピ」とつく）。『大航海』では鳴き声しか発さず、ズドトドンにのみ転身。
シールでは第一弾から登場、ズドトドンに転身していた。二弾ではグレートに転身。フライトは三弾に登場予定だった。
マタタビ丸（マタタビまる）/ オタケビ丸（オタケビまる）
声 - 荻原秀樹
ファッツたちと共にシーホース号に乗っている猫の忍者。アニメではつちわらしと同じようにマストの上にいることが多い。マタタビを食べると、獣王忍者「オタケビ丸」に転身する。のんびりしたような風貌のマタタビ丸とは一転して、オタケビ丸はゴルコギャルからも「いい男」と評されるほどの長髪美形の獣人の姿である。義に厚く勇猛果敢な性格であり、剣もかなりの腕前で良き戦友同士であるガッツやジャンヌからとても信頼される心強い味方。敵であっても動物であっても女性（おなご）とは戦わない。シール第一弾では転身条件が逆で、マタタビで酔っている状態からしらふになるとオタケビ丸に転身していた。アニメでは初盤はレギュラー的存在だったが中盤からは木の国に残り、鬼影から解放されたネコマタ丸（タテガミ丸）にその座を譲る。身長はマタタビ丸時が128cm、オタケビ丸時が184cm。体重はマタタビ丸時が28kg、オタケビ丸時が74kg。
木のピースストーンを使って「スーパーオタケビ丸」になれる。
シールでは一弾から登場、ピースストーンゲットシール（木）のキャラクターでもあった。二弾ではスーパー転身版がラインナップ。第三弾では鬼影を改心させた後、彼にピースストーンを託して去るというシールが予定されていた。

### ガイタニック号
ドクトル・ガイ
声 - 長嶝高士
本来は世界征服を企む悪の科学者だが、祈祷師や発掘者、魔大臣などの職業もこなすなど、多芸多才（本編では圧倒的に姿が多い）。基本は科学者のスタイルで、サイボーグ形態「プロフェッサー・ガイ」に転身する。アニメ版での笑い声は「ヒヒヒヒ」で、転身完了時の掛け声は「シュワッチ」。彼の命令に対する部下たちの返事は「ガイガイサー!」。緑の骸骨顔（手足も緑）と、ピンクのウェーブヘアが特徴。ゴルコギャルには頭が上がらない。強さはゴルゴネスと比べると劣り、ドボーグやデスエッグ、ゲスト敵キャラクターたちと共にガッツたちの攻撃で空の彼方へ吹き飛ばされる描写が多い。最終的に破滅の魔王を操っての世界征服を企てるが、闇の権化である「デビルバーチャン」の求婚から逃れるため、シーホース号に部下共々助けを求め、ファッツたちの仲間になる。公式サイトでは「部下からはあまり慕われていない」とあるが、部下・仲間との絆は強く、ウェーブナイトの呪いが解けてシーホース号側に戻った際には悲しみに暮れ、手下がヘルババゴン（バーチャンの転身した姿）によって傷ついた時には、怒りと共に魔術師ガイに転身。ガッツたちの危機を救った。ゲーム版でも、ジャンヌたちの足止めをしようとするゴルコマチに逃げるよう促されるも躊躇していた描写もあった。ウェーブナイトによると、案外ファッツとは息が合っているらしい。『大航海』では終盤にて「闇の神」の指示の下で動いていたことが明かされる。身長はドクトル時が154cm、プロフェッサー時が168cm。体重はドクトル時が63kg、プロフェッサー時が82kg（他の姿のデータは不明）。
最終回では破滅の魔王にとらわれていたつちわらしを救出し、反撃のきっかけを作った影の立役者でもある。
彼の持つスタイルは以下の通り（転身前→転身後）。
- ドクトル・ガイ→プロフェッサー・ガイ（シール第一、二弾に登場）
- 魔大臣ガイ→闇将軍ガイ（第二弾に登場）
- エンジニア・ガイ→ジーニアス・ガイ（第二弾に登場）
- 祈祷師ガイ→魔導師ガイ（第二弾に登場）
- 発掘者ガイ→盗掘者ガイ（第三弾に登場）
- 占い師ガイ→予言者ガイ（第三弾に登場）
- 奇術師ガイ→魔術師ガイ（第三弾に登場）

なお、予言者ガイ→魔導師ガイなど『転身後の姿→転身後の姿』といった変則的な転身も可能。
最終決戦時には、ヘルババゴンの目の前で魔術師ガイから闇将軍ガイ→ジーニアス・ガイ→ドクトル・ガイへ次々と転身し、彼女の注意を引きつけ、時間を稼いだ（その他、この最終回では占い師ガイ、予言者ガイ、魔導師ガイ、盗掘者ガイ、プロフェッサー・ガイの姿を披露している。つちわらしの救出はプロフェッサー・ガイのマジックハンドで行った。そのため、最終回のキャストクレジットでは通常「その回の転身前のガイ（転身後のガイ）」なのだが「ドクトル・ガイ（その他のガイ）」と表記されている）。
漫画『ガッツとオルカの冒険伝説』では、最初は身長がゴルコギャル並みのドクトル・ガイの姿で登場し、ガイタニック号がオルカとウェーブの活躍で大破した後は脳髄がキャノピーで覆われ、サングラスをかけた姿となる。その後海賊バルバッチョによって重傷を負わされた後は、サイボーグの姿で登場した。バトシール王に一方的な解雇を言い渡された後、ピースストーンの力を増幅させて撃ち出す兵器・ピースストーンキャノンを発明し、ガッツやジャンヌと和解。最大の功労者となる。闇の王の攻撃で下半身を失うものの一命は取り留め、最終決戦後に車状のメカに接続された。
ゴルコギャル / ゴルゴネス
声 - 大本眞基子
一応ガイの部下になっているが、その理由は単に「お小遣いをくれるから」。頭には彼女とは独立した意思を持つヘビが設定画によると最大9匹おり、彼女の語尾に「テユーカ」「ダッチューノ」と付け加える（脚本によると、声はそれぞれ柚木と鶴野）。外見はヤマンバメイクのコギャルでイイ男には目が無いが、気に入らないことがあると逆ギレしてヘビのような緑色の肌を持ち、好戦的で荒々しい性格の筋肉魔女・ゴルゴネスに転身。ガッツさえも苦戦させる二刀流の使い手になる。ガイ軍団の戦闘隊長的存在だったが、後に「闇のバトシーラー」であることが判明。ガイたちに先駆けてガッツたちと合流する。傍若無人な性格だが、妹のゴルコマチには優しい。『大航海』ではガッツとの初対面以降彼を「ガッツ様」(たまに「ガッツちゃん」)と呼び、二度目の交戦以降べた惚れしていた。また、ガイに対しても一定の忠誠心を持っており、彼を「様」付けで呼ぶこともある。他者への変身も可能だが、肌は黒いままなので上手とは言い難い。身長はゴルコギャル時が152cm、ゴルゴネス時が188cm。体重はゴルコギャル時が39kg、ゴルゴネス時が61kg。『ガッツとオルカの冒険伝説』では、ゴルゴネス時はより好戦的で、ガッツとの決闘に執着する。
シール第一弾では「アマゾネスの血を引く魔女で、成長することでゴルゴネスになる。シャーマンバ / マダムシャーマン（声 - 喜田あゆ美）とは犬猿の仲」という設定だった。
また第三弾では、「つまんないから」という理由でピースストーンを妹に託して去るというシールが出る予定だった。
ミジーメ・ゾンビー
声 - 森訓久
ガイが作った太めのゾンビで、顔にはビンタされたような手形がある（原作のシールで、彼が「女の子にふられた」という設定を持つため）。アニメ版でのミジーメ・ゾンビー時の口癖は「ミージメー」。普段は外見通り鈍いが、転身すると「鉄面ゾンビー」という暴走族風の姿になり、体格も痩せてハイテンションになる。ウェーブナイト/ウェーブライトとは度々対決し、その都度転身後の彼の歌声に苦しめられている。後にガイが開発した覆面で、「覆面ゾンビー」というプロレスラー型の姿にも転身できるようになった。これ以降、鉄面ゾンビーの出番が極端に減ることになる（そのため、最終回ではどちらの姿に転身するか迷っていたが、ガイに「新しいキャラを作ればいい」とアドバイスされた）。常にガイと共に行動している。また、一見鈍そうに見えるが、ガイがデビルバーチャンに求婚された際、2人の結婚を祝福する歌を歌うふりをして、夜に脱出の機会が訪れることを伝えるなど、頭が回る部分もある。最終回冒頭で占い師ガイの水晶玉にガイがデビルバーチャンと共に映っているのを指摘したため、怒ったガイに蹴り飛ばされて飛んでいき、それ以後登場していない。
シール第一弾では死霊暴走族の「イージーメ・ゾンビー」という名前で、ガイに改造されることで改造死霊「お面ゾンビー」に転身していた。『大航海』には序盤にてこの姿で登場。
第二弾では名前が「ミジーメ」に変わっており、鉄面に転身。覆面は三弾に登場予定だった。『ガッツとオルカの冒険伝説』にもごくわずかだが登場。その際は「ミジーメ・ゾンビー」と呼ばれていたが、服装はラフな革ジャンで、前述の「イージーメ」に近かった。
ドボーグ1号 - 4号
声 - 江川大輔
ガイが作った「土属性」の土木作業員型ロボット。戦闘の他、作戦に使用する機材や施設の建設・管理も彼らの仕事である。1号は作業員型、2号は現場監督型で実質的に彼らのリーダー、3号は両腕が一輪車型の作業員型、4号は雇われ社長型で葉巻をくわえている。1号から順に、戦車型の「ドタキャノン」、戦闘ロボット型の「ドタキャンダー」、戦闘ヘリ型の「ドタバトラー」、虎型の「ドタタイガー」に転身する。最終回でバーチャンの魔鳥をデスラプトルたちと共に追撃するも撃墜されてしまい、その後登場しないため、彼らの去就は不明。
なお、本編未登場ではあるが、当時の明治製菓の公式ページによるとドラゴン型の「ドタドラゴン」に転身する建設大臣型の「ドボーグ5号」もいた。また、ゲームボーイカラー版では、1 - 4号が合体して「ゼネコンダー」というロボットに転身している。
『大航海』では1、2号のみ登場。量産されており何機も存在した。また「ドタキャノン改」という改造型も登場している。身長はドボーグ1号が185cm、ドタキャノンが228cm。体重はドボーク1号が108kg、ドタキャノンが6500kg（他のドボーグたちは不明）。
1号から3号はそれぞれシール1弾から3弾で一体ずつラインナップ。3号はゲーム特典となっている。
デスエッグ2 - 4
声 - 町井美紀
ガイ軍団の戦闘員で、卵型の量産メカ。アニメは第2弾のキャラクターを基本に開始されたため、1は漫画版のみに登場しヒヨコ型の「デスピヨコ」に転身する。2は赤・青・黄の3種類いて、それぞれ赤は普通の戦闘タイプ、青は空戦タイプ、黄は地中戦タイプの「デスラプトル」に転身する。3はカメレオン型の「デスカメレオン」に転身するが、これは量産型である描写は見られなかった。4はアニメオリジナルでカニ型の「デスバブラー」に転身するが出番は少なく、終盤には2や3がファッツたちの仲間になったにもかかわらず、全く登場しなかった。ゲームソフトでは、「デスコブラ」に転身する5、「デスステゴ」に転身する6、「デスペンギン」に転身する7が登場している。
シールでは一弾でピヨコが、二弾ではラプトルが三種類ともラインナップ。カメレオンは三弾で登場予定だった。『ボンボン』2001年8月号の記事によると、カメレオンは最低二種類のカラーバリエーションが予定されていた。
『ガッツとオルカの冒険伝説』では、ピースストーン探索用の小型メカとしてガイが終盤に発明。闇の王には酷評されたものの、性能は確かで、ガイはこれを使って未発見だったピースストーンの一つを入手している。
テシタロイド
声 - 荻原秀樹（赤/オードロボーット）、松本吉朗（青）、大畑伸太郎（黄）
ガイが作った泥棒型ロボット。赤・青・黄の三体が存在し、主にウェーブナイト・タタリの配下として行動する。合体することで石川五右衛門のような姿をした「オードロボーット」に転身する。
ガイロボットZ（ガイロボットぜっと）
ガイたちの乗る船・ガイタニック号が転身した戦闘用巨大ロボット。第三弾シールとして登場予定だった。シールでは、プロフェッサー・ガイのリモコンで操縦されるイラストがある。アニメでは、スーパーガッツアクアのタイダル・ハープーンでガイタニック号が撃破された後、ジーニアス・ガイとドボーグたちの手によって「スーパーガイロボットZ」に改良される。ロケットエンジンで自在に飛行し、ミサイルやビーム砲などを装備。スーパー転身したガッツやジャンヌの攻撃を耐える（スーパーガッツアクアのタイダル・ハープーンを喰らっても、吹き飛ばされる程度）ほどの強敵ぶりを発揮したが、スーパーガッツアースのパンチには敵わなかった。ガイたちがデビルバーチャンから逃げ出し、シーホース号に乗り込んだ後はその回でデビルバーチャンが転身したシーン以降、画面に映っていないためどうなったのか不明。

### サブキャラクター
ケーン格之進（ケーンかくのしん） / ケーン豪之守（ケーンごうのかみ）
声 - 岩松廉
強い相手と戦うために旅をしている剣豪。ガッツと戦うことに執着している。そのため、ガッツの姿を見かけると周りが見えなくなり、ガッツに勝負を挑もうとすることも度々あった。鎧武者姿の「ケーン豪之守」に転身する。漫画版では敵の甘言に乗ってしまい、火の国を巻き込んでガッツと戦うが、敗れた後にピースストーンをガイたちに奪われる。アニメではガッツにやられたところで、その高い能力に目を付けたガイが彼を治療し、仲間に加えようとするも、あっさりと断られてしまう。ジャンヌと同様にガッツとファッツが同一人物であることに気づいておらず、ファッツが彼に自分がガッツだと教えたこともあるが、「貴様がガッツであるはずがない!」と認めなかった。師匠はキンダールマ師/ヒダールマ師（声 - 泉尚摯）であり、後にスギサークを弟子にするが、ゲーム版ではスギサークの父親という設定である。
シール第一弾ではガッツではなくキンサンダーをライバル視しているという設定。また、第二弾では「スーパーケーン豪之守」へとスーパー転身する。第三弾ではスーパー鬼影に敗れ、ピースストーンをスギサークに託して去るというシールが予定されていた。
ネコマタ丸（ネコマタまる） / 鬼影（おにかげ）
声 - 永野善一
マタタビ丸の双子の弟。元は兄と同様に義に厚く正義感が強い忍者だったが、鬼面の魔力に取り憑かれて「鬼影」になっていた。この時は転身前のネコマタ丸の状態でも悪の心を持っている。シール版とアニメでは兄に鬼面を斬られて、本来の性格とタテガミ丸への転身を取り戻す。かつて鬼影だった頃、若りし日のガッツ率いる海賊団を壊滅させ、ガッツがファッツになる原因を作った人物。終盤でガイが鬼面を再生させ、一度だけ鬼影に戻ったこともある。
スーパー転身が可能で、「スーパータテガミ丸」にスーパー転身する。鬼影時代は「スーパー鬼影」にも転身した。スーパー鬼影自体は、原作シールでは唯一ストーリーシールに後ろ姿が出ている。スーパータテガミ丸は基本的にスーパーオタケビ丸と同じ姿で、鎧のカラーリングのみが異なる。
なお『大航海』に登場した頃はまだ本名は決まっていなかったらしく、「獅子丸（ししまる）」と呼ばれていた。シールでは二弾でラインナップ。三弾では「タテガミ丸」名義で出る予定だった。
ゴルコマチ /ゴルゴビューティー
声 - 大本眞基子
ゴルコギャルの妹。姉とは対照的にお淑やかで大人しい。転身するとゴルゴビューティーになる。呪文は「ビューティービューティー」。アニメではなりゆきでシーホース号に乗り、そのままジャンヌたちの味方となってしまう。第36話ではゴルゴビューティーとなってクロコと対決したり、花弁のような魔法でジャンヌを助けた。また「ピース」と言う。第38話では泣いている時変顔になることもあったり、ビューティーに転身してドラーゴンを沈めていた。ゲーム版では敵として登場する。この時はガイに愛想を付かして出て行ったゴルコギャルの代わりに登場する。姉とは違い純粋にガイを慕っており、最後はガイたちを逃がしてジャンヌたちの足止めをし、ラスボスであるビューティーAをけしかけるも、破られてしまう。ジャンヌを道連れにして死のうとしたが、ファッツの願いを聞いたピースストーンの力によって阻止されてジャンヌは救われ、彼女もどこかに飛ばされたらしい。身長はコマチ時が147cm、ビューティー時が167cm。体重はコマチ時が37kg、ビューティー時が49kg。シールでは第三弾に登場予定だった。
スギサーク / クラマックス声 - 本田貴子
ケーン格之進に憧れ、彼の弟子になろうとする少年。「クラマックス」に転身する。ゲーム版ではケーン格之進の息子という設定である。彼こそが真の火のバトシーラーであり、「スーパークラマックス」にスーパー転身する。
シールでは第三弾に登場予定だった。
ペガサスライダー / マガサスハンター
声 - 高橋広樹
普段は格好良くて礼儀正しい騎士だが、ガイに「魔矢」を撃ち込まれると「魔が差して」マガサスハンターに転身する。この状態になると二頭身の格好悪い姿になり、性格も腹黒い悪人になる。光の国でエビスーマン/エンマスク（声 - 武藤与志則）にジャンヌたちを陰ながらサポートするように命令されていたこともある。後にゴルコマチの力で魔矢の影響から脱して「イイデスセイバー」に転身し、以後はずっとこの姿。マガサスハンターの時でもスーパー転身できたが、イイデスセイバーでもスーパー転身が可能で、風のピースストーンを使い「スーパーイイデスセイバー」にスーパー転身する。身長はペガサス時が171cm、マガサス時が168cm。体重はペガサス時が65kg、マガサス時が75kg（イイデス時は不明）。
シールではオサバキングの密命を受けて行動しているという設定であり、一弾から登場。二弾ではピースストーンゲットシール（風）のキャラクターとなっていた。またスーパーマガサスハンターは第三弾にラインナップされており、ゲーム特典となっている。
つちむすめアカリ / つちん子（つちんこ）
声 - 渡辺久美子
つちわらしの姉で、原作シールでは第一弾のつちわらしと同一人物とされる。大人しく恥ずかしがり屋な性格で、恥ずかしさが頂点に達すると土偶を思わせる「つちん子」に転身し、地中に潜ってしまう。第一弾のつちわらしは漫画版に登場しており、土の国の巫女であり、ガッツに淡い恋心を持っていた。最後は土の国の崩壊を防ぐために自ら土の国の柱となってしまう。ガイの催眠術で服が紫色になり、目つきが悪くなった「つちむすめクロコ」になっていたこともある。なおシールでは、本来「『つちわらし』という名前は種族全体の呼び名」という設定だった。
アカリ名義ではシール第三弾に登場予定だった。
迷子ーレム（まいゴーレム） / マイティーゴーレム
声 - 玉木有紀子
泣き虫な性格の男の子。だが転身すれば、巨大で逞しい「マイティーゴーレム」になる。金のバトシーラーでもあり、ピースストーンの力で「スーパーマイティゴーレム」になる（スーパーの時は「マイティー」部分の長音が抜ける）。母親はママゴーレム（声 - 大本眞基子）。シールでは第二弾から登場。スーパー版は第三弾に登場予定だった。
ローラー・ローリィ / タンク・ローリィ
声 - 大津田裕美
火の国の自警団を務める女性で、ローラースケートを履いている。転身すると戦車を思わせる装備をした「タンク・ローリィ」になる。シールでは一弾にラインナップ。
ダイナ / フットバスZ声 - 梅田貴公美
ミニマンダーとローラー・ローリィの幼馴染の少年。マイトというロボット犬を連れている。そのマイトと合体することで転身し、「フットバスZ」になる。シールでは一弾にラインナップ。
キンサンダー / オサバキング
声 - 江川大輔
光の一族。遠山金四郎型ロボットのような外見で、普段は遊び人だがいざとなると正義の奉行「オサバキング」に転身する。第一弾では普通に典型的な奉行の格好をしているが、第三段では肩にテレビを乗せている。シール設定・『大航海』では同族の「刑事地蔵（デカじぞう）」と兄弟だが、『ボンボン』の記事では「兄弟分」となっていた。
プリンス・ヤスモン / オーゴン大公
声 - 江川大輔
金の国の王子。安物の武器や防具を身に付けている。
『大航海』およびアニメでは国を支配したガイからピースストーンを守るべく、部下の移動砦フォート＝ヤスモン、フコーナ・ショージョと共に海へ逃亡し、ガッツらと出会う。彼らの活躍で国が救われた際、ピースストーンの力で黄金の鎧を身に纏った「オーゴン大公」に転身、金の国の王となった。
シールでは第一弾で登場、即位することで転身するという設定だった。第三弾でも「ツライス・ヤスモン」として登場予定だった。
フコーナ・ショージョ / リッチナ・シュクジョ
声 - 荒井静香
本名は「エレーナ」。ガッツの年の離れた妹だが、鬼影に船を破壊された際に行方不明になっていた。
実は記憶喪失となって金の国でヤスモンの従者として暮らしていたが、引き取り手であるシンギー神父 / ゼニカーネ男爵（声 - 星野充昭）・ギボーヌ夫人（声 - 堀越真己）夫妻によって奴隷のように扱われてもいた。
ヤスモンと共にピースストーンの力で「リッチナ・シュクジョ」に転身。その後も性格は変わらず、アニメでは人々に炊き出しを行うシーンもあった。しかし、ある事件（理由はシールとアニメで異なる）で「リッチナ・アクジョ」に転身、悪人となってしまう。後に正気を取り戻し、フコーナの姿に戻った。
シールでは第一弾で登場。ヤスモンの即位によって玉の輿に乗り転身するという設定だった。ただしシール裏面では嫌味な成金女のような物言いをしている。
三弾ではアクジョとして登場予定だった。

### ドラーゴン関連
デビルバーチャン / ヘルババゴン
声 - 向井真理子
長い間眠りについていた闇の権化であり、老婆の姿をしている。ガイに惚れており、彼のことを「ダーリン」と呼んでいた。魔術を得意としており、転身後は黒い狼に跨る邪悪な騎士「ヘルババゴン」になる。使い魔として魔鳥を二羽連れている。
ドラーゴン / 守護竜（しゅごりゅう）
声 - 大本眞基子（闇のドラーゴン）
それぞれの国に眠っていると言われる竜。ピースストーンの力で目覚めさせることができ、バトシーラーがピースストーンを使うと真の姿である「守護竜」になる。各ドラーゴンおよび守護竜は、額の紋章や顔の横縞模様など、それぞれの属性の住民と同じ特徴を持つ。ドラーゴンと守護竜の外見上の違いは体色のみで、ドラーゴンの状態ではそれぞれの属性を思わせる色（たとえば火のドラーゴンであれば赤、木のドラーゴンであれば茶色など）だが、守護竜になると、各属性のピースストーンと同じ色になる。登場当初バトシーラーたちはドラーゴンをそのままピースストーンで操っていたが、物語後半以降ピースストーンベースが登場すると、「ドラーゴン＝悪の時の姿」と設定が固定された。
破滅の魔王（はめつのまおう）
破壊を好む邪悪な竜。ガイの台詞によると、これもドラーゴンの一種であるらしい。頭部にある8つの角が弱点であり、全てを切り落とすと消滅する。ピースストーンベースに全てのピースストーンをはめると、真の力を引き出すことができる。また、ヘルババゴンと合体することも可能。かつて創造主がピースストーンを収めた石板を破壊した破壊王と同一の存在と思われるが、詳細は不明。
クションサナギ、オネツサナギ、ゴホンサナギ
デビルバーチャンが魔術で作り出した小型の生物で、甲虫のサナギに悪魔のような翼が生えた姿をしている。転身すると各々カブトムシやクワガタムシのような姿の巨大な「ハクションセイ虫」・「カーッカセイ虫」・「ゴッホンセイ虫」になる。咳やくしゃみ、発熱といった症状を引き起こす力があり、転身後は口から浴びた相手を各々異なる色の結晶で覆い、固める光線を放つ。
やどり虫（ - むし）
同じくデビルバーチャンが作り出した生物で、クションサナギらと似た姿をしている。転身はしなかったが、相手の身体に取り付いて操る力がある。

### 各属性のバトシーラー
各属性のバトシーラーを以下に記す。
記述方法は「属性：バトシーラーの名前/初期登場時の名前」である。当時の公式ホームページによると、企画時には光のピースストーンや闇のピースストーンで転身したゴルコマチが登場する案もあったようである。
- 水
  - スーパーガッツ・アクア/キャプテンファッツ
- 土
  - スーパーつちんこ/つちわらし
- 火
  - スーパークラマックス/スギサーク
  - スーパーケーン豪之守/ケーン格之進
- 風
  - スーパーイイデスセイバー/ペガサスライダー
  - スーパーマガサスハンター/ペガサスライダー（マガサスは、ガイの「魔矢」によってペガサスが転身した姿）
- 木
  - スーパータテガミ丸/鬼影
  - スーパーオタケビ丸/マタタビ丸
- 金
  - スーパーマイティゴーレム/迷子ーレム
- 光
  - スーパージャンヌザルク/ジャンヌザル
- 闇
  - スーパーゴルゴネス/ゴルコギャル

## テレビアニメ
テレビ愛知製作・テレビ東京系列で2001年4月7日から2002年3月30日にかけて全52話が放送された。基本的にシール第二弾を元にしている。
DVDはケンメディアより全13巻の予定で順次リリースされていたが、2002年5月発売の第6巻（24話）を最後にリリースが中断されている。原作のシールと同様、主要登場人物すべてが転身（変身）するのが特徴。多くの場合ギャグタッチな姿と格好いい姿の2種類だが、キャラクターによってはさらに多くの姿に転身する。転身前後で口調や性格が大きく変わる場合が多いが、声優は変わらない。ドボーグ1号から4号を演じた江川大輔は、最終回後のインタビューで「一度だけやったドボーグ隊の点呼が大変だった」と語っている。
企画のメインはシール付のお菓子であり、そのCMも頻繁に流されていた。しかしテレビアニメ版の放送当時、肝心の製品は各店頭であまり見かけることはなかった。明治製菓によるとこれは、「オンエア前に先行発売したが、売れ行きが悪く、コンビニ流通を大幅に縮小してしまった」とのこと。
基本的に漫画などとは独立しているが、シリーズ初期は立迫版コミックから使われた要素や展開が存在する。

### スタッフ
- 企画 - 栗山紘和→高柳明史、本名洋一、田代敦巳、安鉉東（大元C&A）
- 企画協力 - サブマリン
- 監督 - 高本宣弘
- シリーズ構成 - 山本優
- キャラクターデザイン - 林一哉
- 美術監督 - 柴山恵理子
- 色彩設計 - 新垣純子
- デジタル撮影監督 - 伊藤正弘
- 編集 - 古川雅士
- 音響監督 - 岩浪美和
- 音楽 - 小泉誠司
- 音楽協力 - テレビ愛知ミュージック、ディーライツ
- 音楽プロデュース - イズムコミュニケーションズ
- 音楽プロデューサー - 伊藤善之
- プロデューサー - 岩永雅人、山田昇、青木晃一郎、黄貞烈（大元C&A）
- アニメーション制作 - グループ・タック
- 制作 - テレビ愛知 / バトシーラー映画製作委員会

### 各話リスト
| 話数 | サブタイトル                       | 脚本     | 絵コンテ     | 演出         | 作画監督            | 放送日        |
| ---- | ---------------------------------- | -------- | ------------ | ------------ | ------------------- | ------------- |
| 1    | キャプテン・ファッツの大冒険       | 山本優   | 高本宣弘     | 大西景介     | 山本郷              | 2001年 4月7日 |
| 2    | キャプテン・ファッツの秘密!?       | 山本優   | 高田耕一     | 高田耕一     | 諏訪昌夫            | 4月14日       |
| 3    | ライバル鬼影あらわる!              | 山本優   | 小林智樹     | えがみきよし | 梶浦紳一郎          | 4月21日       |
| 4    | オイラもできた! つちんこ転身!      | 山本優   | 太田博光     | 太田博光     | なかじまちゅうじ    | 4月28日       |
| 5    | 炎のシティは大混乱!?               | 山本優   | しぎのあきら | 平田豊       | 林一哉              | 5月5日        |
| 6    | 炎の剣豪ケーン格之進見参!          | 山本優   | 岡英和       | 岡英和       | 市来剛              | 5月12日       |
| 7    | そよ風タウンは女がえら〜い!?       | 山本優   | 大西景介     | 大西景介     | 山本郷              |               |
| 8    | バブルランドでスーパー転身だ!      | 山本優   | 山崎たかし   | 高田耕一     | 諏訪昌夫            |               |
| 9    | 2連発だよ! スーパー転身!           | 山本優   | 西山明樹彦   | えがみきよし | 梶浦紳一郎          |               |
| 10   | 虹の大捜査線                       | 山本優   | 太田博光     | 太田博光     | なかじまちゅうじ    |               |
| 11   | ヘルパークはコ〜ワイぞ〜           | 山本優   | 義野利幸     | 誌村宏明     | 林一哉              |               |
| 12   | 風車の国の暴走列車!                | 山本優   | 岡英和       | 岡英和       | 市来剛              |               |
| 13   | ラクダンの秘宝を探せ!              | 水出弘一 | 大西景介     | 大西景介     | 山本郷              |               |
| 14   | キノコの国を救え!                  | 水島摩美 | 高田耕一     | 高田耕一     | 諏訪昌夫            |               |
| 15   | 泣き虫迷子元気出せ!                | 山本優   | 佐藤まさふみ | アサミマツオ | 桜井木の実 松井陽子 |               |
| 16   | バトシーラーのヒミツ               | 山本優   | 高本宣弘     | 高本宣弘     | 山本郷              |               |
| 17   | 謎のカーミシ・バイヤー             |          |              |              |                     |               |
| 18   | 風の怪盗王子あらわる!              |          |              |              |                     |               |
| 19   | 転身!? スーパー鬼影!               |          |              |              |                     |               |
| 20   | 絶叫マシーン! ヘルコースター       |          |              |              |                     |               |
| 21   | 水の都は愛の街☆                    |          |              |              |                     |               |
| 22   | 宿命の兄弟対決!                    |          |              |              |                     |               |
| 23   | 大逆転! スーパーガッツ・シャドー!  |          |              |              |                     |               |
| 24   | ケーン格之進、ついにスーパー転身!? |          |              |              |                     |               |
| 25   | マガサス初スーパー転身             |          |              |              |                     |               |
| 26   | 伝説のドラゴンを探せ!              |          |              |              |                     |               |
| 27   | ジャンヌやったねスーパー転身       |          |              |              |                     |               |
| 28   | ゴルコマチ☆デビューしま〜す        |          |              |              |                     |               |
| 29   | つちわらしスーパー転身!            |          |              |              |                     |               |
| 30   | 謎の惑星を救え!                    | 山本優   | 高本宣弘     | 平田豊       | 山本郷              |               |
| 31   | ビッグスケルトーンの謎             | 山本優   | 義野利幸     | おゆなむ     | 崔訓哲              |               |
| 32   | グリーンボール大作戦!              | 山本優   | 福富博       | アサミマツオ | 林一哉              |               |
| 33   | わがままリッチナ 転身! アクジョ    | 山本優   | 岡英和       | 岡英和       | 近藤優次            |               |
| 34   | マタタビ丸 兄弟の誓い!             | 山本優   | 大西景介     | 渡辺健一郎   | 山本郷              |               |
| 35   | 独り立ち! 剣士スギサーク           | 山本優   | 高田耕一     | 太田雅彦     | 武内あきら          |               |
| 36   | 呪いのクロコ! つちん娘             |          |              |              |                     |               |
| 37   | ピースストーンベースはどこに!?     |          |              |              |                     |               |
| 38   | 逆襲のスーパーガイロボットZ!       |          |              |              |                     |               |
| 39   | ウインドレースGO! GO!              |          |              |              |                     |               |
| 40   | スーパー転身セイント!              |          |              |              |                     |               |
| 41   | 決まりだ!火のバトシーラー          |          |              |              |                     |               |
| 42   | 大逆転! ドラーゴン温泉             |          |              |              |                     |               |
| 43   | リッチナアクジョとまらない!        |          |              |              |                     |               |
| 44   | 木のバトシーラーは誰だ!            |          |              |              |                     |               |
| 45   | オイラもキメる! バトシーラー       |          |              |              |                     |               |
| 46   | おまたせ! 風のバトシーラー         |          |              |              |                     |               |
| 47   | そろったぞ! バトシーラー           |          |              |              |                     |               |
| 48   | 大あばれ! デビルバーチャン         |          |              |              |                     |               |
| 49   | 復活! ウェーブライトだよ〜ん       |          |              |              |                     |               |
| 50   | ワシもまぜてね〜 ガイ降参!?        |          |              |              |                     |               |
| 51   | ヘルババゴン魔力全開!              |          |              |              |                     |               |
| 52   | 新しい冒険のはじまり               |          |              |              |                     |               |

| テレビ愛知 土曜8:00枠 | テレビ愛知 土曜8:00枠 | テレビ愛知 土曜8:00枠 |
| 前番組                | 番組名                | 次番組                |
| --------------------- | --------------------- | --------------------- |
| サイボーグクロちゃん  | 仰天人間バトシーラー  | 東京ミュウミュウ      |

## 漫画化作品
「仰天人間バトシーラー 〜キャプテン・ガッツの大航海〜」のタイトルで、『コミックボンボン』（講談社）で連載された。シール第一弾を元にしている。立迫文明作・画。単行本は全3巻。立迫のプロデビュー作でもあり、「100点満点中72点だ」と後年インタビューで語っている。
1. 2001年5月初版 ISBN 4-06-334414-2
2. 2001年6月初版 ISBN 4-06-334415-0
3. 2001年7月初版 ISBN 4-06-334428-2

また上記漫画の連載終了後、同誌で『仰天人間バトシーラー 〜ガッツとオルカの冒険伝説〜』（画・舵真秀斗）が連載された。単行本は全2巻。原作シール版、アニメ版、立迫版とは、設定や転身方法、ストーリーなどが大幅に異なる。なお単行本には特典として、菓子第二弾のシールが一枚付属していた。
1. 2001年11月初版 ISBN 4-06-323930-6
2. 2002年4月初版 ISBN 4-06-323940-3

## CD
- レッツセイル!バトシーラー
「レッツセイル!バトシーラー」（野沢あや） ※オープニング・テーマ（第1話 - 第26話）
「まほうのことば」（伊藤真澄） ※エンディング・テーマ（第1話 - 第26話）
- きっとできる!
「きっとできる!」（ギニギニ・ロケット） ※新オープニング・テーマ（第27話 - 第52話）、 第52話ではメインキャラクターほぼ全員で合唱する特別版が用いられた。
「大丈夫」（ギニギニ・ロケット）
- 心のアンテナ 
「心のアンテナ」（Vo.キャプテン・ファッツ（声：伊藤健太郎）・ジャンヌザル（声：鶴野恭子）・つちわらし（声：渡辺久美子）） ※新エンディング・テーマ（第27話 - 第52話）
「海よ…」（Vo.キャプテン・ファッツ）
- 「仰天人間バトシーラー」オリジナルベスト